# Communauté de communes du Val de Risle
La communauté de communes du Val de Risle est une ancienne communauté de communes française, située dans le département de l'Eure et dans la région Normandie.

## Histoire
Supplanté au 1er janvier 2017 par la communauté de communes de Pont-Audemer Val de Risle

## Composition
Elle regroupa 14 communes :
| Commune                  | Population 1999 | Code postal | Code INSEE |
| ------------------------ | --------------- | ----------- | ---------- |
| Appeville-Annebault      | 779             | 27290       | 27018      |
| Authou                   | 321             | 27290       | 27028      |
| Bonneville-Aptot         | 169             | 27290       | 27083      |
| Brestot                  | 404             | 27350       | 27110      |
| Condé-sur-Risle          | 454             | 27290       | 27167      |
| Écaquelon                | 428             | 27290       | 27209      |
| Freneuse-sur-Risle       | 340             | 27290       | 27267      |
| Glos-sur-Risle           | 415             | 27290       | 27288      |
| Illeville-sur-Montfort   | 664             | 27290       | 27349      |
| Montfort-sur-Risle       | 882             | 27290       | 27413      |
| Pont-Authou              | 675             | 27290       | 27468      |
| Saint-Philbert-sur-Risle | 796             | 27290       | 27587      |
| Thierville               | 218             | 27290       | 27631      |
| Touville                 | 125             | 27290       | 27657      |